# Voices (píseň, Motionless in White)
„Voices“ je píseň americké metalcorové skupiny Motionless in White ze čtvrtého studiového alba kapely Graveyard Shift z roku 2017. Napsal ji zpěvák Chris Cerulli a producenti Joshua Landry, Johnny Andrews, Drew Fulk a Josh Strock. Produkovali ji Drew Fulk a sám Cerulli. Píseň byla vydána 23. května 2018 jako šestý a poslední singl z tohoto alba.

## Videoklip
Videoklip k písni byl zveřejněn ve stejný den, kdy byla zveřejněna i píseň. Klip režírovali Jeremy Danger a Travis Shinn. 
V klipu vystupují členové kapely. Potýkají se svými dvojníky.

## Obsazení
Motionless in White
- Chris "Motionless" Cerulli – zpěv
- Ryan Sitkowski – sólová kytara
- Ricky "Horror" Olson – rytmická kytara, doprovodné vokály
- Devin "Ghost" Sola – basová kytara, doprovodné vokály
- Josh Balz – klávesy, doprovodné vokály

Ostatní hudebníci
- Tom Hane – bicí[3]